# Inmigración neerlandesa en México
Los primeros neerlandeses que se establecieron en México fueron los menonitas principalmente entre fines del siglo XIX y comienzos del siglo XX. Bajo protección del emperador Maximiliano de Habsburgo y del entonces presidente Plutarco Elías Calles, comunidades religiosas menonitas de inmigrantes alemanes y neerlandeses se establecieron en los estados del norte y el sureste de México donde aún hoy en día se habla el plautdietsch, un dialecto alemán llamado Niederdeutsch o Plattdeutsch en terminología baja-alemana que se habla entre los Países Bajos y Alemania.
De acuerdo con el censo 2020 del INEGI había en ese año 1.221 residentes en México que indicaron haber nacido en los Países Bajos.

## Neerlandeses notables

### Neerlandeses residentes en México
- A. A. M. Stols, editor
- Bob Schalkwijk, fotógrafo
- Carla Stellweg, promotora de arte
- Eivaut Rischen, actor
- Frans Stoppelman, fotógrafo
- Gerard Hylkema, futbolista
- Gerardus Jacob Welter, Ingeniero, padre de las actrices Ariadne Welter y Linda Christian
- Giovanni Korporaal, actor, editor, guionista y director de cine
- Jan Hendrix, artista
- Martijn Kuiper, actor
- Nancy van Overveldt, pintora
- Roberto Vander, actor
- Rudolf van Zantwijk, antropólogo
- Oussama Idrissi, futbolista

### Mexicanos con raíces neerlandesas
- Allan Van Rankin, futbolista
- Ariadne Welter, actriz
- Gastón Luken Garza, empresario y político
- Jorge Van Rankin, actor y conductor de televisión
- Josecarlos Van Rankin, futbolista
- Linda Christian, actriz
- Mony de Swaan Addati, comisionado
- Teun Wilke, futbolista